# Missões diplomáticas da Geórgia

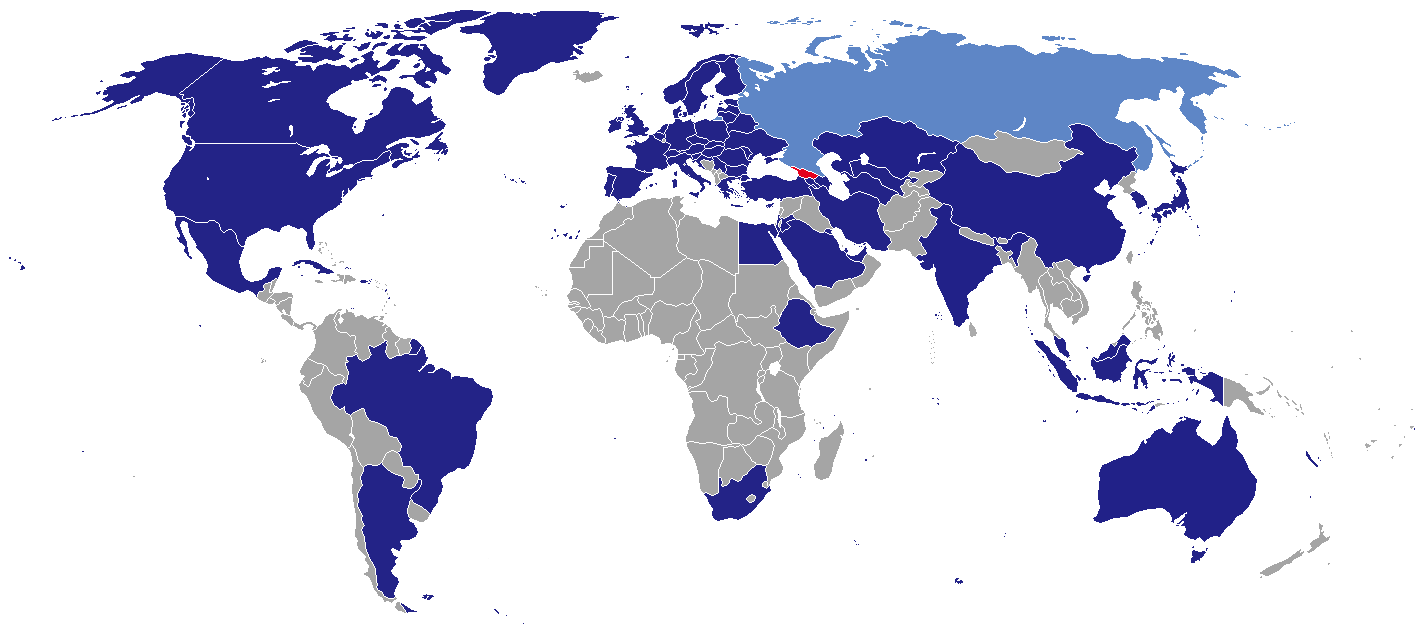
Mapa das Missões diplomáticas da Geórgia.

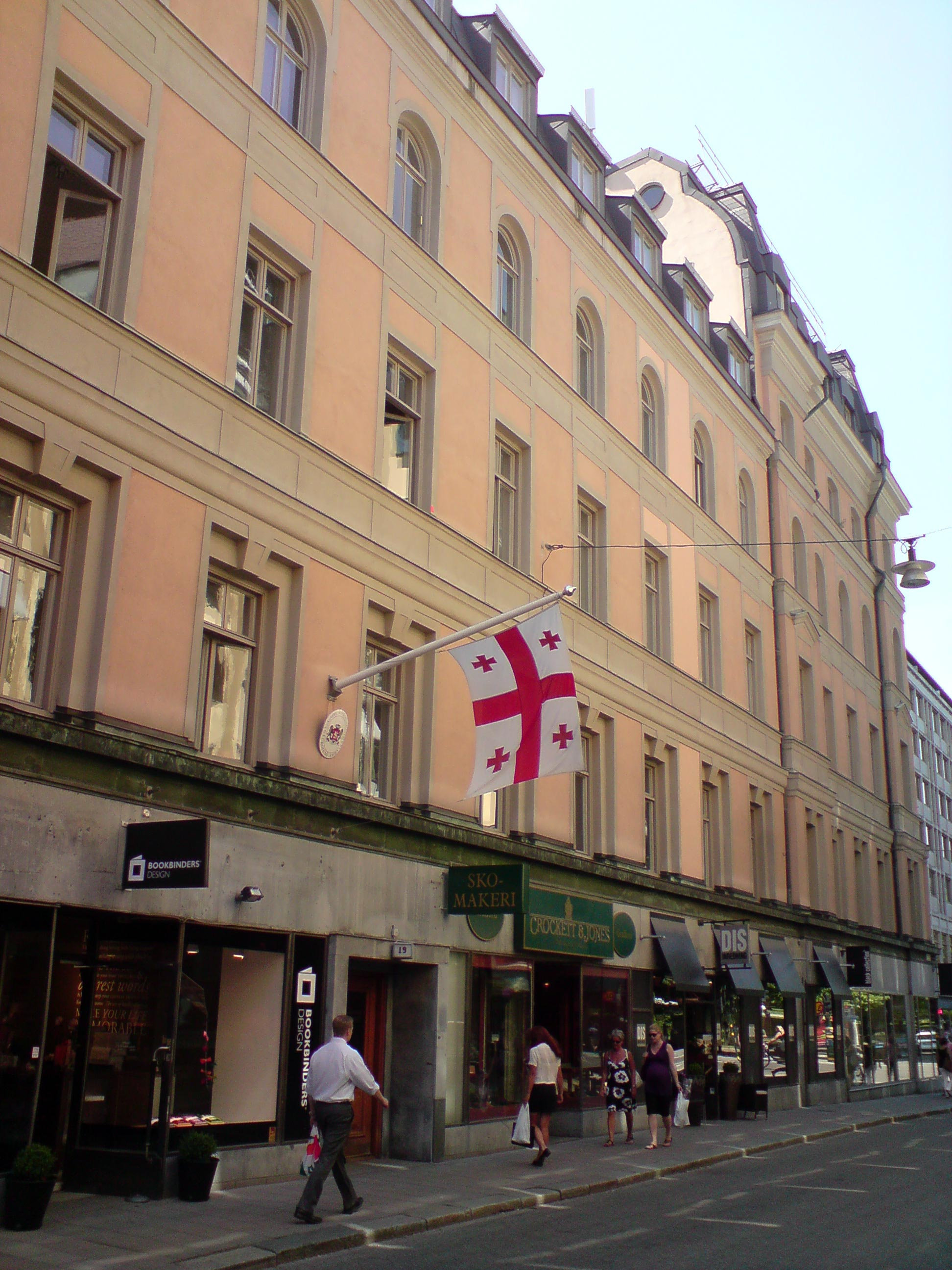
Embaixada da Geórgia em Estocolmo.

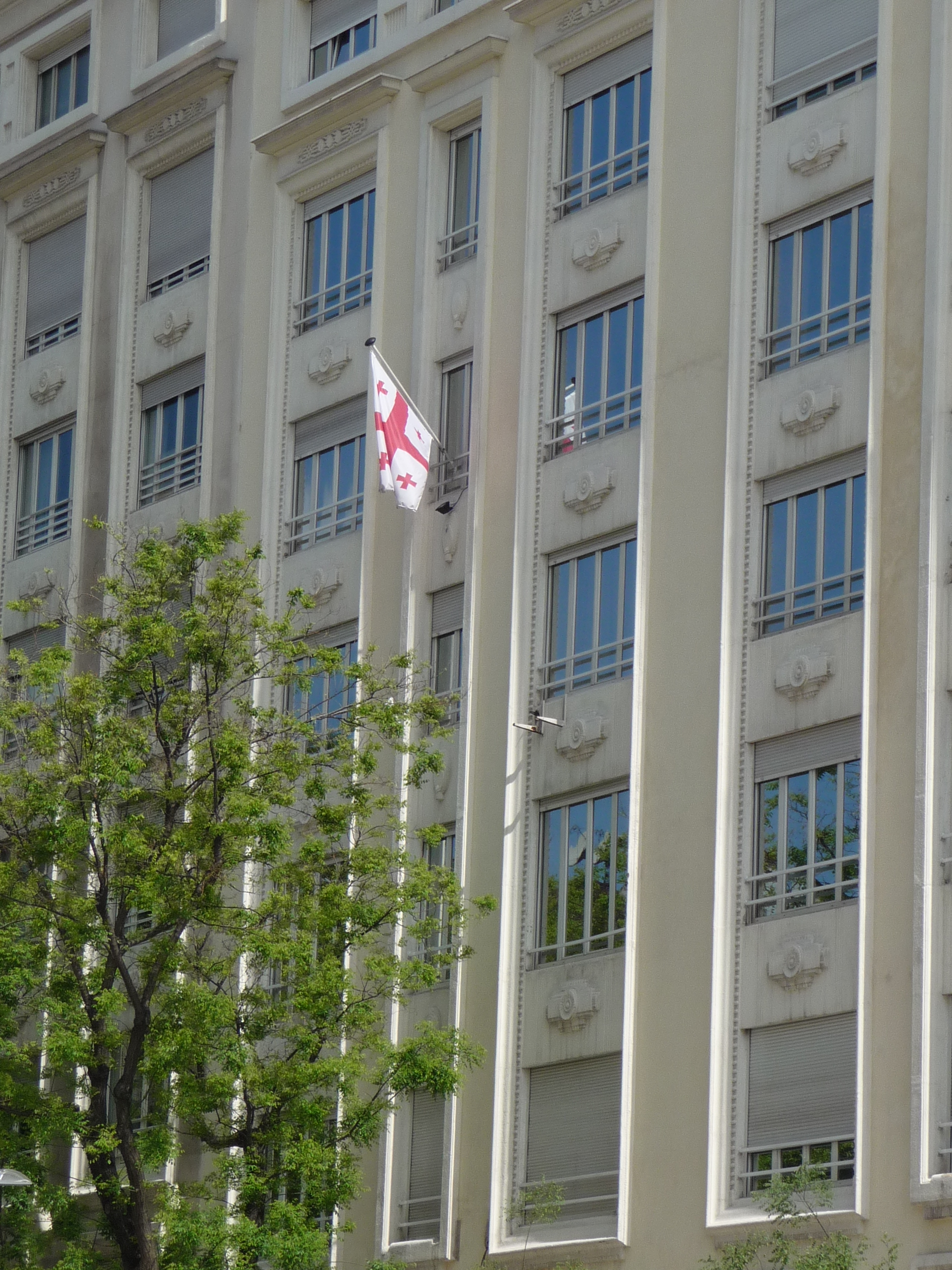
Embaixada da Geórgia em Madrid.

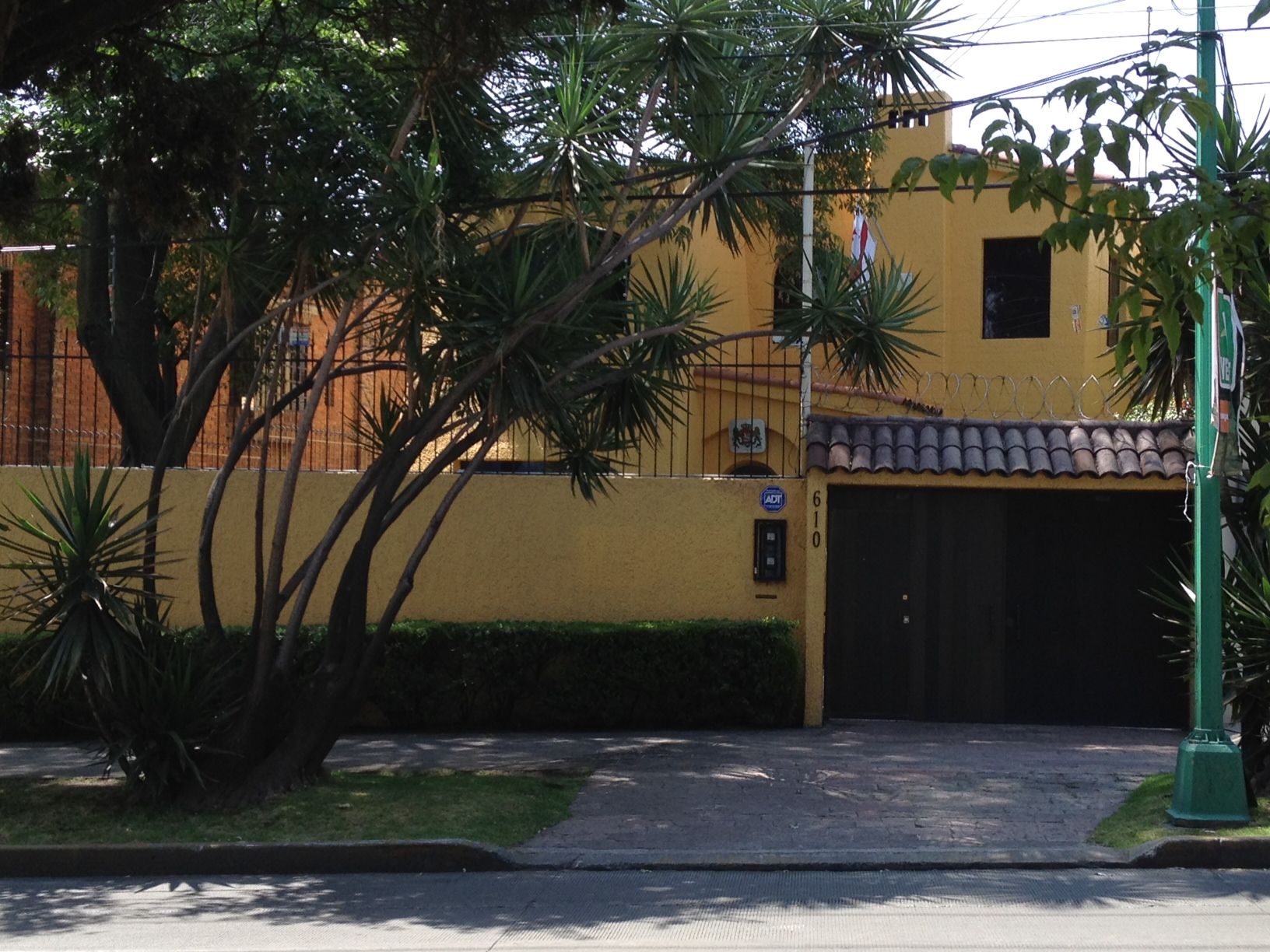
Embaixada da Geórgia em Cidade do México.

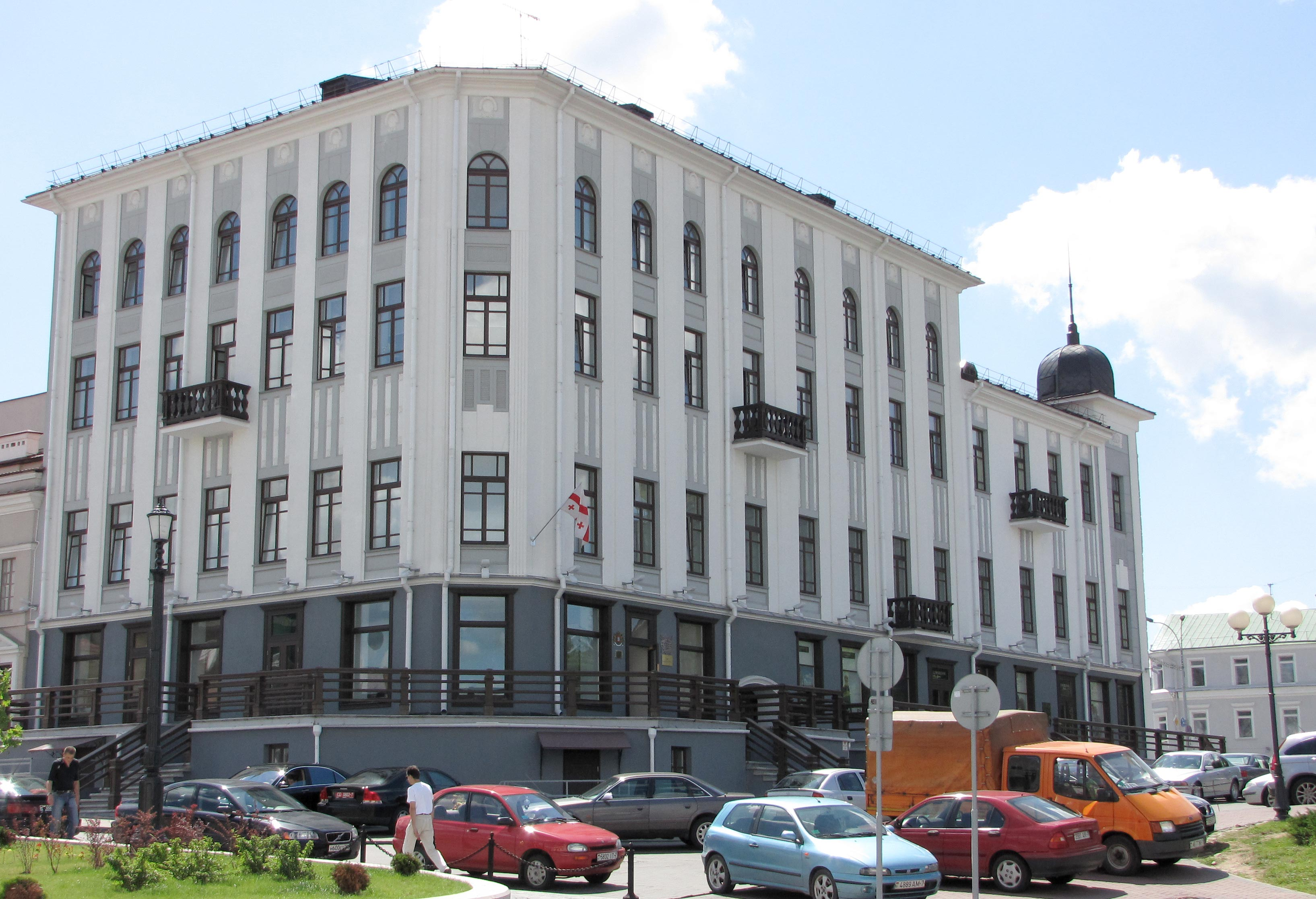
Embaixada da Geórgia em Minsk.

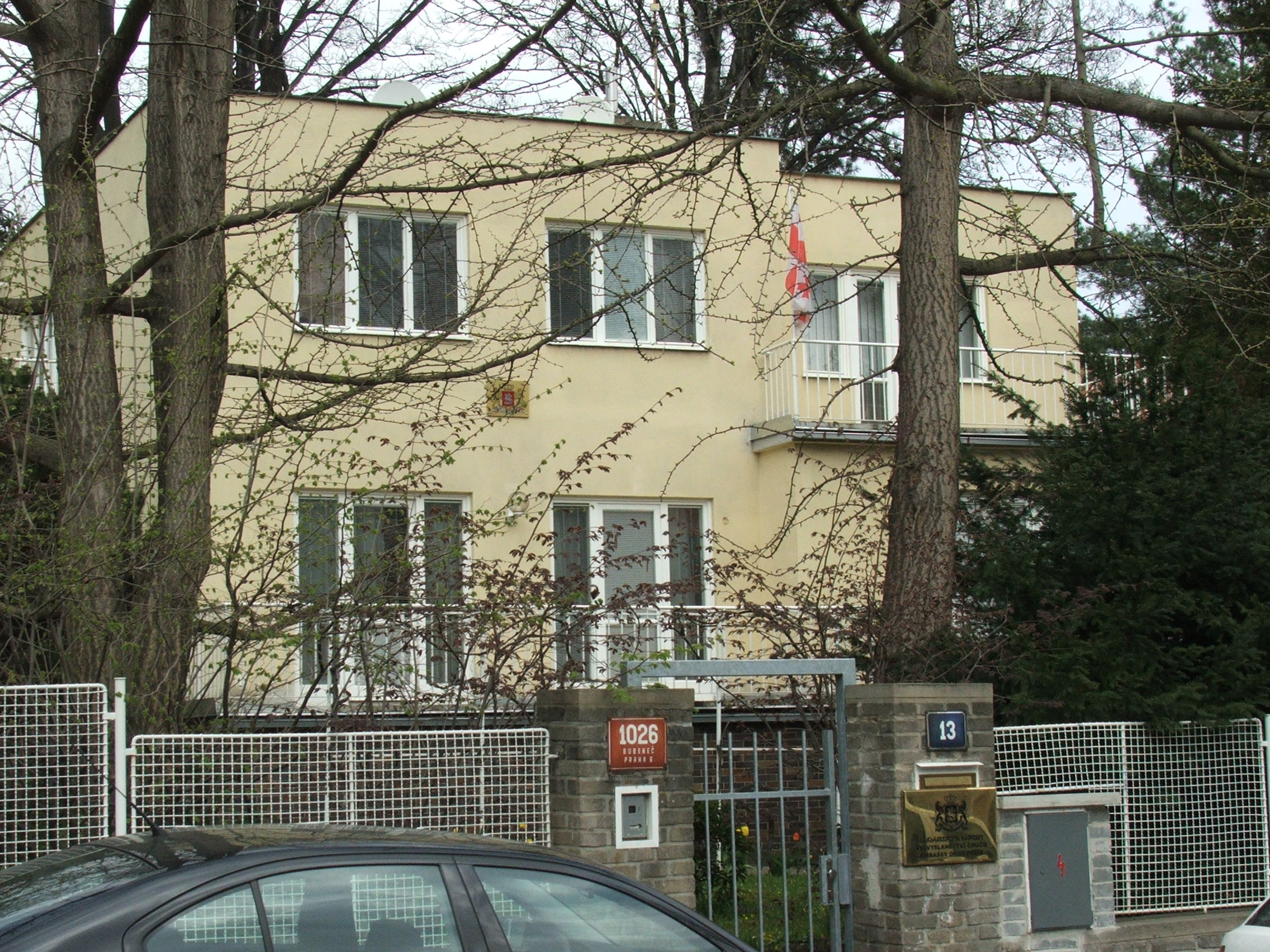
Embaixada da Geórgia em Praga.

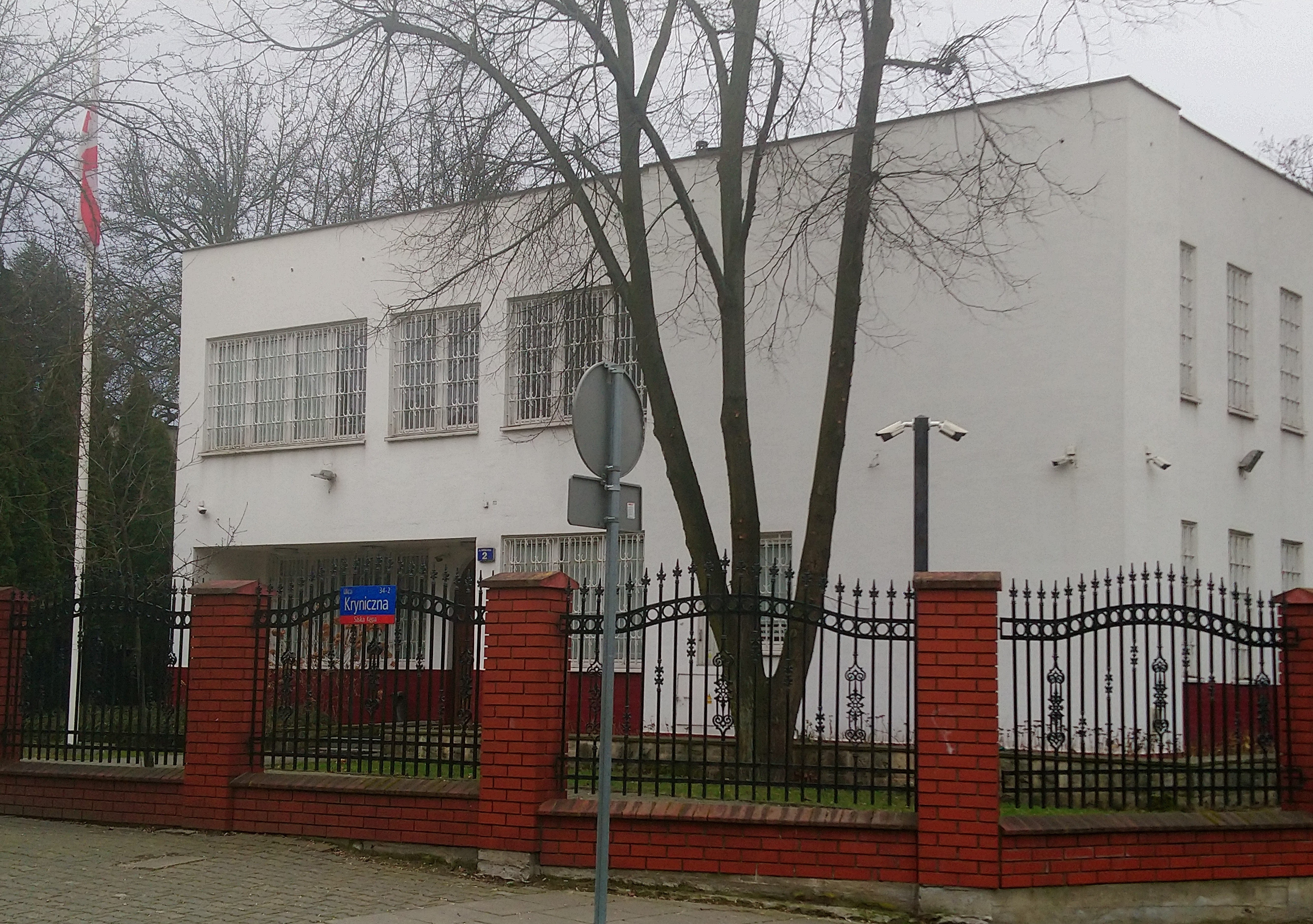
Embaixada da Geórgia em Varsóvia.

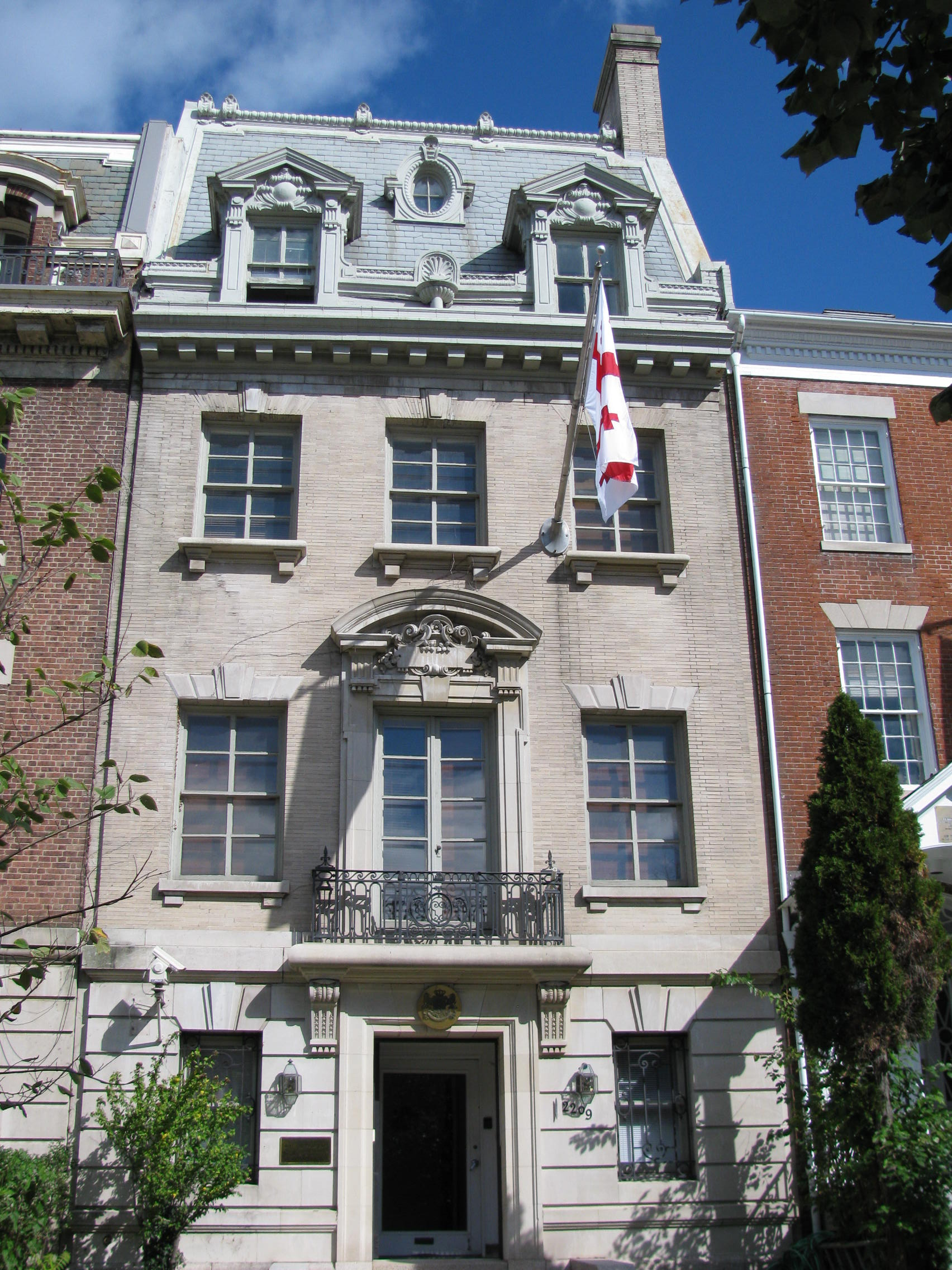
Embaixada da Geórgia em Washington DC.

Abaixo se encontram as missões diplomáticas (embaixadas e consulados em outros países) da Geórgia:

## África
- África do Sul
  - Pretória (Embaixada)
- Egito
  - Cairo (Embaixada)
- Etiópia
  - Adis-Abeba (Embaixada)

## Américas
- Argentina
  - Buenos Aires (Embaixada)
- Brasil
  - Brasília (Embaixada)
- Canadá
  - Ottawa (Embaixada)
- Estados Unidos
  - Washington, D.C. (Embaixada)
  - Nova Iorque (Consulado-Geral)
- México
  - Cidade do México (Embaixada)

## Ásia
- Coreia do Sul
  - Seul (Embaixada)
- China
  - Pequim (Embaixada)
- Índia
  - Nova Deli (Embaixada)
- Irão
  - Teerã (Embaixada)
- Israel
  - Tel Aviv-Yafo (Embaixada)
- Japão
  - Tóquio (Embaixada)
- Jordânia
  - Amã (Embaixada)
- Cazaquistão
  - Astana (Embaixada)
- Kuwait
  - Kuwait (Embaixada)
- Turquia
  - Ancara (Embaixada)
  - Istambul (Consulado-Geral)
  - Trebizonda (Consulado-Geral)
- Turquemenistão
  - Asgabate (Embaixada)
- Uzbequistão
  - Tashkent (Embaixada)

## Europa
- Alemanha
  - Berlim (Embaixada)
- Armênia
  - Erevan (Embaixada)
- Áustria
  - Viena (Embaixada)
- Azerbaijão
  - Baku (Embaixada)
- Bélgica
  - Bruxelas (Embaixada)
- Bielorrússia
  - Minsk (Embaixada)
- Bulgária
  - Sófia (Embaixada)
- Chipre
  - Nicósia (Embaixada)
- Dinamarca
  - Copenhague (Embaixada)
- Eslováquia
  - Bratislava (Embaixada)
- Espanha
  - Madrid (Embaixada)
- Estónia
  - Tallin (Embaixada)
- França
  - Paris (Embaixada)
- Grécia
  - Atenas (Embaixada)
  - Salónica (Consulado-Geral)
- Irlanda
  - Dublin (Embaixada)
- Itália
  - Roma (Embaixada)
- Letônia
  - Riga (Embaixada)
- Lituânia
  - Vilna (Embaixada)
- Países Baixos
  - Haia (Embaixada)
- Polónia
  - Varsóvia (Embaixada)
- Portugal
  - Lisboa (Embaixada)
- Reino Unido
  - Londres (Embaixada)
- Chéquia
  - Praga (Embaixada)
- Roménia
  - Bucareste (Embaixada)
- Suécia
  - Estocolmo (Embaixada)
- Suíça 
  - Berna (Embaixada)
- Ucrânia
  - Kiev (Embaixada)
  - Odessa (Consulado-Geral)
- Vaticano
  - Cidade do Vaticano (Embaixada)

## Oceania
- Austrália
  - Camberra (Embaixada)

## Organizações Multilaterais
- Bruxelas (Missão Permanente da Geórgia ante a União Europeia e OTAN)
- Estrasburgo (Missão Permanente da Geórgia ante o Conselho da Europa)
- Genebra (Missão Permanente da Geórgia ante as Nações Unidas e outras organizações internacionais)
- Minsk (Missão Permanente da Geórgia ante a Comunidade dos Estados Independentes)
- Nova Iorque (Missão Permanente da Geórgia ante as Nações Unidas)
- Paris (Missão Permanente da Geórgia ante a Unesco)
- Roma (Missão Permanente da Geórgia ante a Organização das Nações Unidas para Agricultura e Alimentação)
- Viena (Missão Permanente da Geórgia ante as Nações Unidas)